# Новая Сечь (Днепропетровская область)
Новая Сечь (укр. Нова Січ) — село,
Першотравенский сельский совет,
Апостоловский район,
Днепропетровская область,
Украина.
Код КОАТУУ — 1220388803. Население по переписи 2001 года составляло 143 человека.

## Географическое положение
Село Новая Сечь находится на расстоянии в 1 км от села Перше Травня.